# Supraconducteur organique
 (novembre 2019).
Si vous disposez d'ouvrages ou d'articles de référence ou si vous connaissez des sites web de qualité traitant du thème abordé ici, merci de compléter l'article en donnant les références utiles à sa vérifiabilité et en les liant à la section « Notes et références ».
Un supraconducteur organique est un composé organique synthétique supraconducteur à basse température. Les supraconducteurs organiques présentent un intérêt non seulement d'un point de vue fondamental pour la compréhension de la supraconductivité et l'étude de systèmes modèles expliquant l’origine de celle-ci, mais aussi pour des problèmes pratiques, car les composés organiques sont principalement constitués de carbone et d’hydrogène qui font partie des éléments les plus abondants sur Terre contrairement au cuivre ou à l'osmium couramment utilisés dans les oxydes supraconducteurs inorganiques.

## Description
De nombreux matériaux peuvent être qualifiés de supraconducteurs organiques. Ceux-ci comprennent les sels de Bechgaard et les  sels de Fabre, qui sont des matériaux à la fois quasi monodimensionnels et quasi bidimensionnels, tels que le complexe de transfert de charge κ-BEDT-TTF2X, les composés λ-BETS2X, des composés d'intercalation de graphite et des matériaux tridimensionnels tels que les fullerènes dopés aux alcalins.
En 1979, Klaus Bechgaard a synthétisé le premier supraconducteur organique (TMTSF)2PF6 (la classe des supraconducteurs organiques a été nommée ainsi après sa découverte) avec une température de transition de TC = 0,9 K, à une pression externe de 11 kbar. 
En 2007, la température critique la plus élevée atteinte pour un supraconducteur organique à une pression standard était de 33 kelvins, observée dans le fullerène RbCs2C60 dopé aux alcalins,.

## Sels unidimensionnels de Fabre et de Bechgaard
Les sels de Fabre sont composés de tétraméthyltétrathifulvalène (TMTTF) et les sels de Bechgaard de tétraméthyltétrasélenafulvalène (TMTSF). Ces deux molécules organiques sont similaires sauf que les atomes de soufre du TMTTF sont remplacés par des atomes de sélénium dans le TMTSF. Les molécules sont empilées en colonnes (avec une tendance à la dimérisation) séparées par des anions. Les anions typiques sont par exemple PF6− ou AsF6− octaédriques ou encore ClO4− ou ReO4− tétraédriques. 
Ces deux types de matériaux sont quasi monodimensionnels à la température ambiante et ne conduisent que le long des empilements de molécules. Ils partagent un diagramme de phase très riche contenant un ordre antiferromagnétique, un ordre de charge, un état d'onde de densité de spin, un croisement dimensionnel et bien sûr une phase de supraconductivité. 
Un seul sel de Bechgaard s'est révélé supraconducteur à pression ambiante, à savoir le (TMTTF)2ClO4 avec une température de transition de TC = 1,4 K. Plusieurs autres sels deviennent supraconducteurs uniquement sous pression externe. La pression externe à appliquer pour amener la plupart des sels de Fabre à la supraconductivité est si élevée que, dans des conditions de laboratoire, la supraconductivité n'a été observée que dans un composé. Une sélection de la température de transition et de la pression externe correspondante de plusieurs supraconducteurs organiques unidimensionnels est indiquée dans le tableau ci-dessous. 
| Matériel     | TC (K) | pext (kbar) |
| ------------ | ------ | ----------- |
| (TMTSF)2SbF6 | 0,36   | 10,5        |
| (TMTSF)2PF6  | 1,1    | 6,5         |
| (TMTSF)2AsF6 | 1,1    | 9,5         |
| (TMTSF)2ReO4 | 1,2    | 9,5         |
| (TMTSF)2TaF6 | 1,35   | 11          |
| (TMTTF)2Br   | 0,8    | 26          |

## (BEDT-TTF)2X bidimensionnel
BEDT-TTF est la forme abrégée du biséthylènedithio-tétrathiafulvalène couramment réduit à ET. Ces molécules forment des plans qui sont séparés par des anions. Le schéma des molécules dans les plans n'est pas unique, mais plusieurs phases différentes se développent, en fonction de l'anion et des conditions de croissance. Les phases importantes concernant la supraconductivité sont les phases α et θ pour lesquelles les molécules s'ordonnent dans une structure en arête de poisson et les phases β et surtout κ qui s’ordonnent dans une structure en damier, les molécules étant dimérisées dans la phase κ. Cette dimérisation rend les phases κ spéciales car elles ne sont pas à moitié remplies, ce qui les conduit à la supraconductivité à des températures plus élevées par rapport aux autres phases. 
La quantité d'anions possibles séparant deux feuilles de molécules d'ET est presque infinie. Il existe des anions simples tels que I−
3, des polymères tels que Cu[N(CN)2]Br et des anions contenant des solvants, par exemple Ag(CF3)4·112DCBE. Les propriétés électroniques des cristaux à base de ET sont déterminées par sa phase de croissance, son anion et par la pression externe appliquée. La pression externe nécessaire pour amener un sel ET de l'état fondamental isolant à un état supraconducteur est beaucoup plus faible que celle requise pour les sels de Bechgaard. Par exemple, κ-(ET)2Cu[N(CN)2]Cl n'a besoin que d'une pression d'environ 300 bars pour devenir supraconducteur, ce qui peut être obtenu en plaçant un cristal dans une graisse gelant en dessous de 0 °C et fournissant ensuite une contrainte suffisante pour induire la transition supraconductrice. Les cristaux sont très sensibles, ce qui peut être observé de manière impressionnante dans α-(ET)2I3 laissé plusieurs heures au soleil (ou, mieux, dans un four à 40 °C). Après ce traitement, on obtient αtrempé-(ET)2I3 qui est supraconducteur[réf. nécessaire]. 
Les diagrammes de phase des sels à base d'ET sont moins bien renseignés et connus dans la littérature scientifique que ceux des sels de Fabre ou de Bechgaard. De tels diagrammes de phase ne dépendent pas seulement de la température et de la pression (c'est-à-dire de la largeur de bande), mais également des corrélations électroniques. En plus de l'état fondamental supraconducteur, ces matériaux présentent un ordre de charge, de l'antiferromagnétisme ou restent métalliques jusqu'aux températures les plus basses. Un composé est même prédit pour être un liquide de spin[réf. nécessaire]. 
Les températures de transition les plus élevées à la pression ambiante et à la pression externe se trouvent toutes les deux dans les phases κ avec des anions très similaires. κ-(ET)2Cu[N(CN)2]Br devient supraconducteur à TC = 11,8 K à pression ambiante et une pression de 300 bars entraîne la formation de κ-(ET)2Cu[N(CN)2]Cl deutéré d'un état antiferromagnétique à un état fondamental supraconducteur avec une température de transition de TC = 13,1 K[réf. nécessaire]. Le tableau ci-dessous se limite à quelques exemples de supraconducteurs de cette classe. Pour plus d'autres supraconducteurs, voir la référence 1. 
| Matériau                    | TC (K) | pext (kbar) |
| --------------------------- | ------ | ----------- |
| βH-(ET)2I3                  | 1,5    | 0           |
| θ-(ET)2I3                   | 3,6    | 0           |
| k-(ET)2I3                   | 3,6    | 0           |
| α-(ET)2KHg(SCN)4            | 0,3    | 0           |
| α-(ET)2KHg(SCN)4            | 1,2    | 1,2         |
| β''-(ET)2SF5CH2CF2SO3       | 5,3    | 0           |
| κ-(ET)2Cu[N(CN)2]Cl         | 12,8   | 0,3         |
| κ-(ET)2Cu[N(CN)2]Cl deutéré | 13,1   | 0,3         |
| κ-(ET)2Cu[N(CN)2]Br deutéré | 11,2   | 0           |
| κ-(ET)2Cu(NCS)2             | 10,4   | 0           |
| κ-(ET)4Hg2,89Cl8            | 1,8    | 12          |
| κH-(ET)2Cu(CF3)4•TCE        | 9,2    | 0           |
| κH-(ET)2Ag(CF3)4•TCE        | 11,1   | 0           |

On peut trouver encore plus de supraconducteurs en modifiant légèrement les molécules ET, en remplaçant les atomes de soufre par du sélénium (BEDT-TSF, BETS) ou par de l'oxygène (BEDO-TTF, BEDO). 
Certains supraconducteurs organiques bidimensionnels des familles κ-(ET)2X et λ(BETS)2X sont candidats à la phase de Fulde-Ferrell-Larkin-Ovchinnikov (FFLO) lorsque la supraconductivité est supprimée par un champ magnétique externe.